# Новрузов, Сиявуш Дуньямалы оглы
Сиявуш Дуньямалы оглы Новрузов (азерб. Siyavuş Dünyamalı oğlu Novruzov; род. 17 февраля 1969, Джагри, Нахичеванская АССР) — азербайджанский общественный и политический деятель. Депутат Милли Меджлиса Азербайджана II, III, IV, V, VI и VII созывов. Доктор философских наук в области права.

## Биография
Сиявуш Новрузов родился 17 февраля 1969 года в селе Джахри Бабекского района Нахичеванской АССР Азербайджанской ССР.
Является мастером спорта по вольной борьбе. Профессионально спортом стал заниматься с 10 лет. Выигрывал соревнование среди военных.
В 1995 году окончил юридический факультет Бакинского государственного университета, в 2002 году — факультет государственного и муниципального управления Академии государственного управления при Президенте Азербайджана. Является доктором философии в области права.
В 1987 — 1990 годы проходил в срочную службу в армии СССР. В 1990 — 1993 годах годах принимал активное участие в Первой карабахской войне, в том числе в боях за Садарак.
С 1990 года работал начальником отдела и исполнительным секретарем благотворительного общества «Алинджа». В 1994–1999 годах работал руководителем Центрального аппарата партии «Новый Азербайджан», руководителем организационного отдела. В 1995–2005 годах был председателем Союза молодежи партии «Ени Азербайджан». Является членом политического совета и правления партии «Новый Азербайджан», заместителем исполнительного секретаря партии.
5 ноября 2000 года избран в Милли Меджлис (Парламент) Азербайджана II созыва на 3-м месте в едином списке многопартийных избирательных округов партии «Новый Азербайджан» по пропорциональной избирательной системе.
В 2005, 2010, 2015 и 2020 годах избирался депутатом от Шахбуз-Бабекского избирательного округа № 5 на мажоритарной основе.
В парламенте II, III, IV созывов являлся членом комиссии парламента по безопасности и обороне.
В парламенте III созыва также являлся руководителем межпарламентской рабочей группы Азербайджан — ОАЭ.
В парламенте IV созыва также являлся председателем дисциплинарной комиссии, руководителем межпарламентской рабочей группы Азербайджан — Болгария.
В парламенте V созыва являлся председателем комиссии по общественным объединениям и религиозным организациям, руководителем межпарламентской рабочей группы Азербайджан — Китай.
В парламенте VI созыва является председателем комитета по региональным вопросам, руководителем межпарламентской рабочей группы Азербайджан — Китай.
В сентября 2024 года на парламентских выборах в Азербайджане 1 сентября одержал победу в Шарур-Кенгерлинском избирательном округе №2. Официально стал депутатом Милли Меджлиса Азербайджана седьмого созыва, первое заседание которого состоялось 23 сентября 2024 года.
Доктор философии по юриспруденции.
Ветеран Афганской и Карабахской войн.
Автор трёх книг.
Владеет азербайджанским, русским и английским языками.

## Личная жизнь
Сиявуш Новрузов женат на уполномоченной по правам человека (Омбудсмене) Азербайджанской Республики Сабине Алиевой. У семейной пары двое детей.

## Награды
Ордены
- Орден «За службу Родине» от Ф. А. Клинцевича, председателя Российского союза ветеранов Афганистана (1 мая 2015)
- Орден «За преданность Родине» от председателя Всероссийского общественного объединения ветеранов Российской Федерации, заместителя министра обороны Российской Федерации генерала армии В. Ф. Ермакова за большой вклад в укрепление обороноспособности страны (14 сентября 2016)
- Орден «За службу Отечеству» I степени (18 ноября 2017, за активное участие в общественно-политической жизни Азербайджанской Республики)[5].
- Орден «Слава» (16 февраля 2019, за активное участие в общественно-политической жизни Азербайджанской Республики)[6]

Медали
- Юбилейная медаль «90-летие органов национальной безопасности Азербайджанской Республики (1919—2009)» (26.03.2009)
- Медаль по случаю 20-летия вывода советских войск из Афганистана Р. С. Аушевым, председателем Комитета по международным делам войны при Совете глав правительств государств-участников СНГ.
- Медаль «Ветеран войны в Афганистане» от Всероссийской общественной организации «Российский союз ветеранов Афганистана» (26.06.2012)
- Медаль на «Памяти 25-летия окончания боевых действий в Афганистане» Государственной Службы мобилизации и призыва в армию Азербайджана (28.01.2014).
- Юбилейная медаль «25-летие вывода советских войск из Афганистана» от Комитета по координации совместной деятельности ветеранских объединений (15.02.2014)
- Юбилейная медаль «95-летие органов национальной безопасности Азербайджанской Республики (1919—2014)» от Министерства Национальной Безопасности Азербайджанской Республики (07.04.2014)
- Юбилейная медаль «Генерал Джамшид Нахчыванский» от Организации ветеранов Азербайджанской Республики (27.10.2016)
- Медаль «Фадаи» от Азербайджанского Общественного объединения инвалидов, семей ветеранов и семей мучеников Карабахской войны (11.11.2016)
- Медаль «Во имя Родины» от  Азербайджанского Общественного объединения инвалидов, семей ветеранов и семей мучеников Карабахской войны (16.11.2016)
- Медаль за заслуги перед организацией ветеранов «Братства битвы», от председателя Всероссийской общественной организации ветеранов «Братства битвы», бывшего первого заместителя министра внутренних дел СССР генерал-полковника Б. Громова (02.02.2017)
- Медаль «За заслуги перед Отечеством» от имени Российского Союза ветеранов Афганистана (15.02.2017)
- Юбилейная медаль Азербайджанской Республики «100-летие полиции Азербайджана (1918—2018)» по указу министра внутренних дел Азербайджанской Республики (05.07.2018).
- Юбилейная медаль «100-летие Азербайджанской армии (1918—2018)» по поручению министра обороны Азербайджанской Республики от имени Президента Азербайджанской Республики (15.10.2018).
- Юбилейная медаль «100-летие Азербайджанской Демократической Республики (1918-2018)» Указом Президента Азербайджанской (27.05.2019)
- Юбилейная медаль «100-летие Парламента» Милли Меджлиса Азербайджанской Республики Указом Президента Азербайджанской Республики (24.12.2019)
- Юбилейная медаль «100-летие дипломатической службы Азербайджанской Республики (1919-2019)» приказом Министерства иностранных дел (09.07.2019)
- Юбилейная медаль «100-летие Пограничной службы Азербайджана (1919-2019)» приказом начальника Государственной пограничной службы Азербайджанской Республики (14.08.2019)
- Юбилейная медаль «AVMVİB-25» Объединения ветеранов Отечественной войны Азербайджана (10.10.2019)
- Юбилейная медаль «100-летие Бакинского государственного университета (1919-2019)» распоряжением Президента Азербайджанской Республики (22.10.2019)

Иные награды
- Благодарность Министерства обороны Республики Афганистан (1988)
- Лицензия «Ветеран Азербайджанской Республики» от ВК Ясамальского района Министерства Обороны Азербайджанской Республики (30.09.2009)
- Членский билет, выданный Общественным объединением ветеранов Азербайджана (VS # 01064)(21.01.2014)
- Почетный знак «За отличную службу» и поддержку ветеранских движений. Удостоверение к почетному знаку «За отличную службу»